# Frauenhöhle
Die Frauenhöhle ist eine natürliche Basalt-Höhle nahe der unterfränkischen Gemeinde Hausen im Landkreis Rhön-Grabfeld in Bayern. Sie wird auch Klefalls oder Klefallsloch genannt. Entstanden ist sie durch Erdverschiebungen. Sie ist im Einzugsgebiet des Eisgrabens zu finden.
Ein gleichnamiger Erdstall liegt bei Kraindorf in der Steiermark in Österreich.

## Lage und Geologie
Diese Höhle liegt etwas abseits erhöht links des Eisgrabens. Entstanden ist sie im in der Langen Rhön vorherrschenden Basalt. Weil sie an einigen Stellen instabil ist und zwischen der eigentlichen Frauenhöhle, dem Gang, und einer Höhlung einen großen Höhenunterschied aufweist ist die Höhle der Öffentlichkeit nicht zugänglich.

## Entdeckungen der Neuzeit
Zu der ursprünglichen Höhle, die bis dahin nur aus einem Gang bestand, entdeckte man 1965 zwei Höhlungen. 1972 wurde festgestellt, dass das System aus etlichen Spalten, einigen Verschüttungen und zwei Hohlräumen besteht.

## Namensgebung und Sagen
Ihr Name wird durch in der Höhle Schutz suchende Frauen in Kriegszeiten erklärt.
Einer Sage nach sollen auch die Fräulein von der nahe gelegenen Hildenburg und ihre Zofen mit ihren Schätzen Schutz darin gesucht haben. Sie flüchteten laut Sage durch einen Gang dorthin, erreichten die Höhle aber nicht. Daher wurden ihre Schätze nie gefunden.

## Weitere Höhlen in der Nähe
- Ascheloch (bei Mittelstreu)
- Teufelskeller